# Corea del Sud ai XX Giochi olimpici invernali
La Corea del Sud partecipò ai XX Giochi olimpici invernali, svoltisi a Torino, Italia, dall'11 al 19 febbraio 2006, con una delegazione di 40 atleti impegnati in nove discipline.